# Тадеуш Ценський
Граф Тадеуш Целестин Ценський (пол. Tadeusz Celestyn Cieński z Cieni herbu Pomian; 6 квітня 1856 — 3 листопада 1925) — галицький польський землевласник-латифундист, політик та громадський діяч. Посол до Галицького крайового сейму, сенатор Польської Республіки. Зять графа Володимира Дідушицького.

## Біографія

### Ранні роки
Батько — Людомір Ценський, мати — його дружина Магдалена з Йорданів.
Народився у родинному маєтку Вікні на Покутті. Закінчив правничий факультет Францисканського університету.

### ДоПершої світової війни
Після 3-річної адвокатської практики покинув її, осівши у власному маєтку Дорогичівка Заліщицького повіту. У 1894 році одружився з донькою засновника Природничого музею у Львові графа Володимира Дідушицького Марією, яка отримала у посаг багатий маєток у селі Пеняки. Протягом 30 років беззмінно обирався маршалком Заліщицької повітової ради.
У 1901–1913 роках — посол до Галицького крайового сейму від Заліщицького повіту. Був чільним діячем Сторонництва національно-демократичного. Восени 1912 року в його палаці у Пеняках відбулася зустріч очільників польського національного руху, на якій, зокрема, були присутні Роман Дмовський та Йоахім Бартошевич.

### Антигабсбурґськадіяльність
Після початку Першої світової війни у 1914 році став членом та віце-президентом східної секції Вищого національного комітету. Перейшов на антигабсбурґські та проросійські позиції.
Після заняття російськими військами східної Галичини разом із графом Александром Скарбеком спричинив 21 вересня 1914 року саморозпуск Східного легіону. У грудні 1914 року заарештований австрійцями і разом з родиною інтернований на понад два роки — спершу до Бозена в Тиролі, а потім до Ґмундена під Віднем. Палац у Пеняках було спалено і зрівняно з землею австрійськими військами.

### Участь у польсько-українській війні
Початково Тадеуш Ценський був прихильником «угоди з українцями». Проте — після вбивства українським студентом Мирославом Січинським 12 квітня 1908 року у Львові його приятеля, намісника у Королівстві Галичини та Володимирії графа Анджея Потоцького — став противником будь-яких поступок та перейшов на антиукраїнські позиції.
1 листопада 1918 року очолив Польський національний комітет у Львові. Тогочасна діяльність Тадеуша Ценського є складовою частиною польського патріотичного міфу про т. зв. «оборону Львова» (вважається її організатором).

### Сенатор, останні роки
У 1922 році був обраний від Тернопільського воєводства до Сенату, де працював у юридичному комітеті. Був одним із авторів закону про страхування на випадок безробіття. По смерті у 1925 році залишив заповіт, за яким 400 (за іншими даними — 350) моргів землі передавав для присадибних ділянок польських «осадників».
Похований на польському військовому меморіалі у Львові — частині Личаківського цвинтаря.

## Нагороди
Двічі нагороджений Хрестом Хоробрих (1922 рік).

## Галерея

Двір Ценських у Вікні - місце народження Тадеуша Ценського
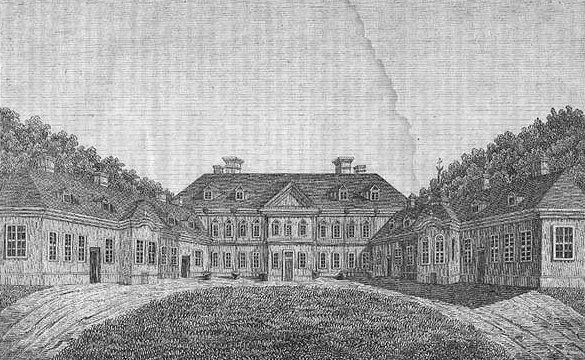
Палац у Пеняках
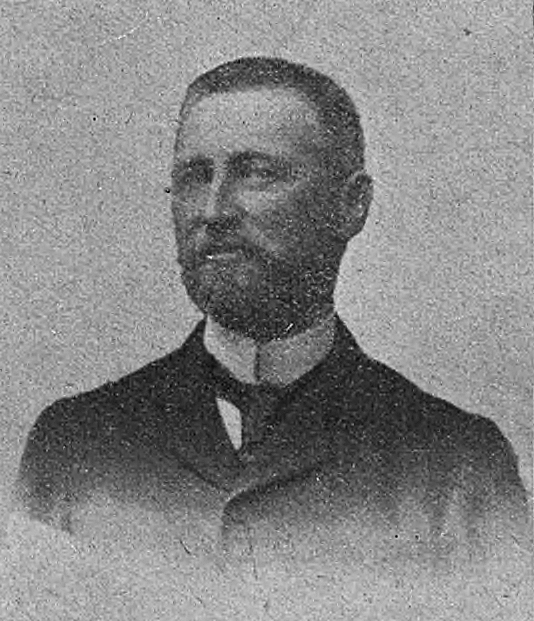
Тадеуш Ценський, фото з тижневика «пол. Nowości Ilustrowane», 1908 рік
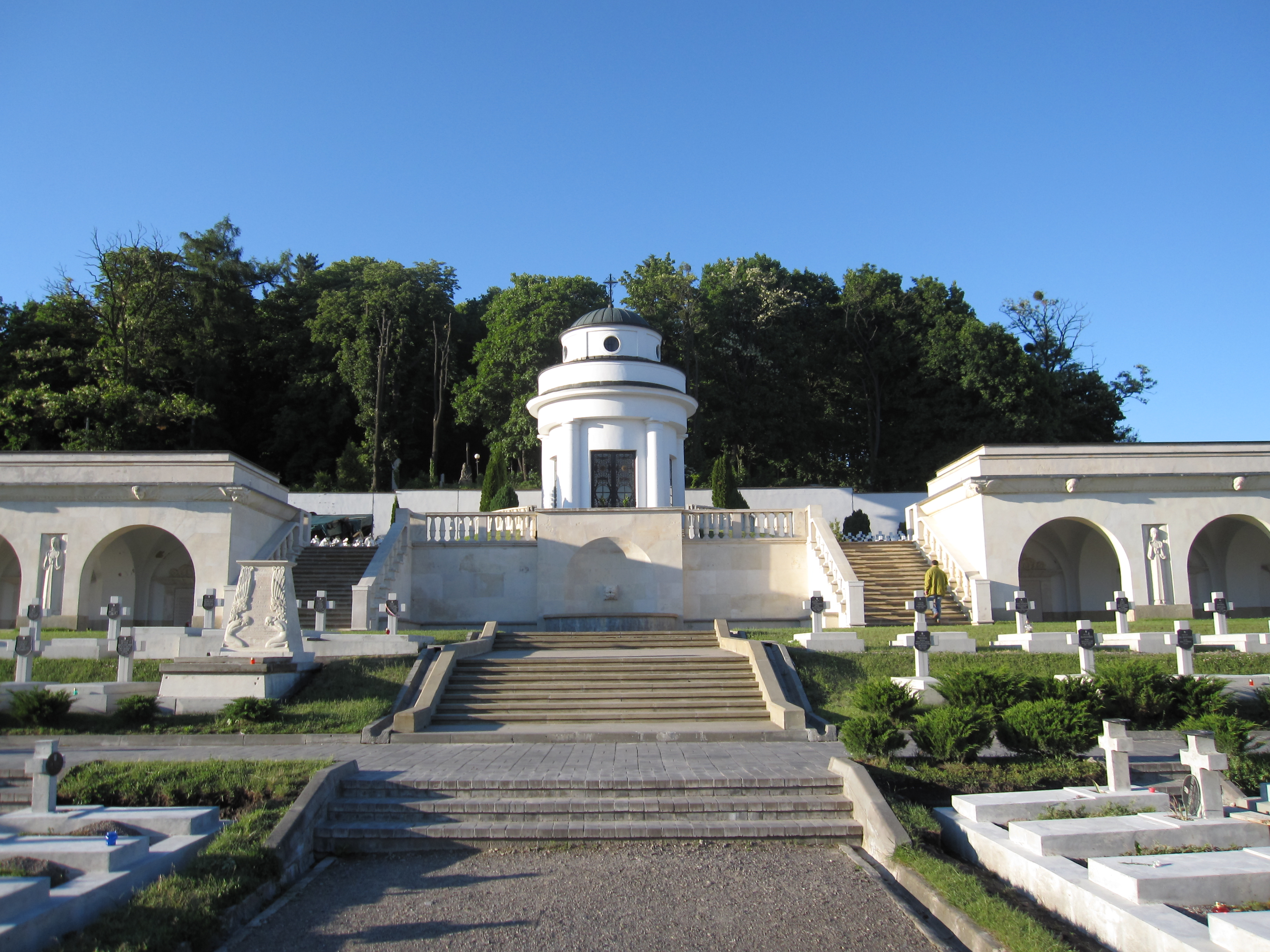
Польський військовий меморіал у Львові — місце поховання
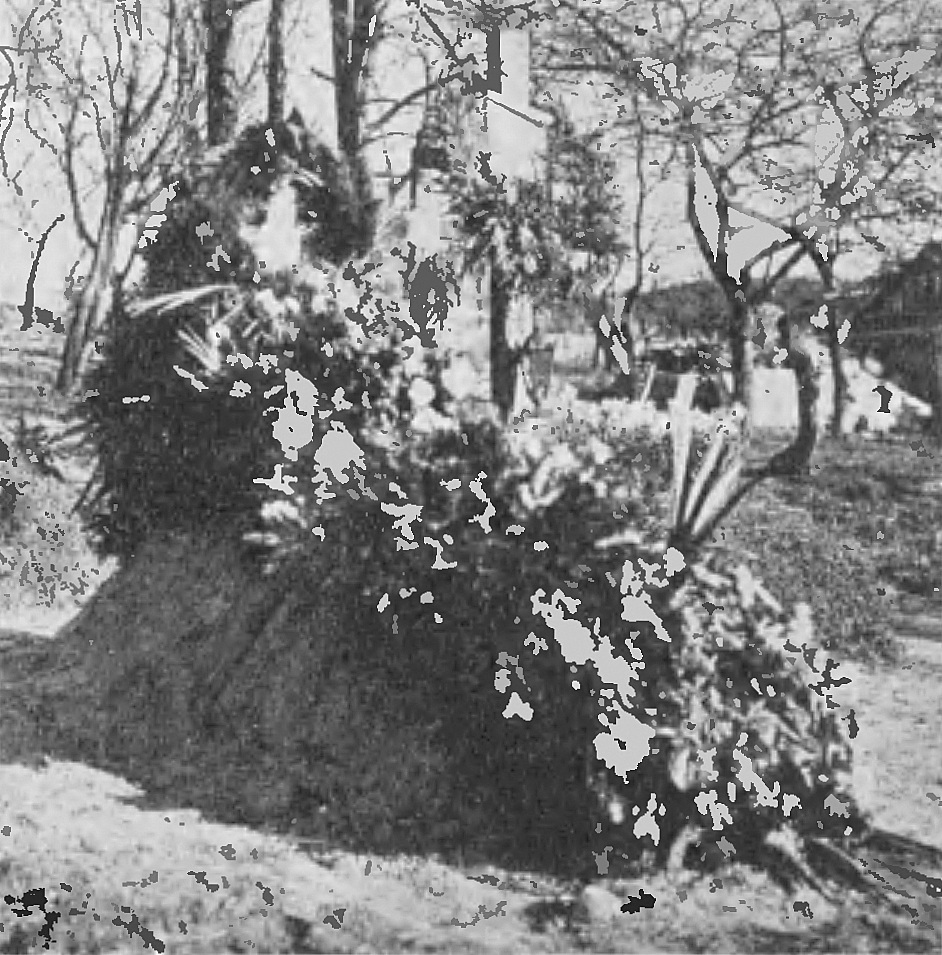
Могила (фото 1926 року)